# Spilarctia mona
Spilarctia mona là một loài bướm đêm thuộc phân họ Arctiinae, họ Erebidae.